# 木曾三社神社

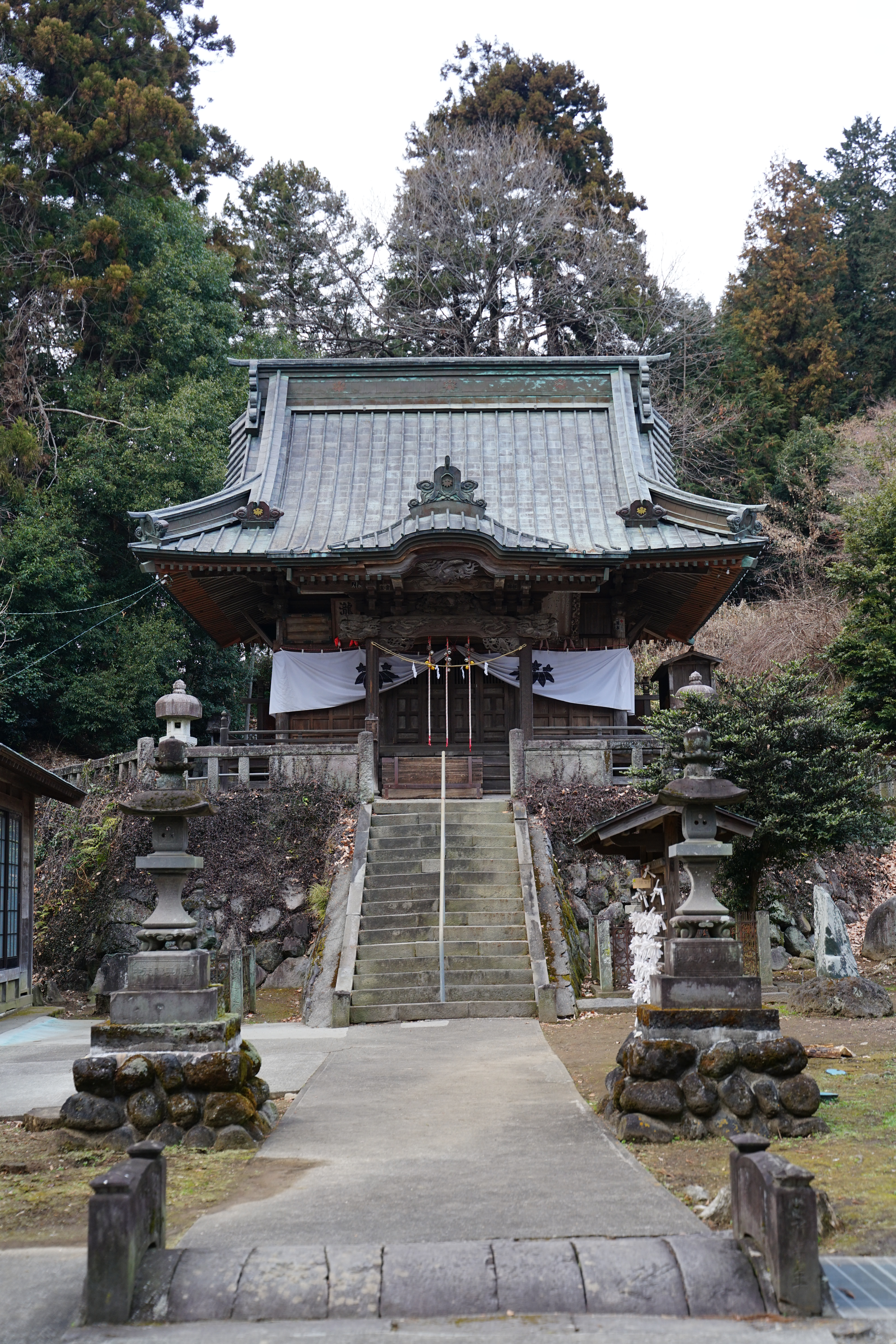
拝殿

木曾三社神社（きそさんしゃじんじゃ）は、群馬県渋川市北橘町下箱田にある神社。祭神は須佐之男尊、彦火々出見尊、豊玉姫尊、宇気母智神、旧社格は県社。古くは滝の宮、木曾大明神とも称された。

## 概要
寿永3年 / 元暦元年（1184年）、木曾義仲が粟津の戦いで討たれた後、その遺臣であった今井氏、高梨氏、町田氏、小野沢氏、萩原氏、諸田氏、串渕氏らが、当地に信濃国（長野県）筑摩郡の式内社、岡田・沙田・阿礼神社の3座を勧請したものであると伝わる。
観応年間（1350年 - 1352年）に関東管領・上杉憲顕が田を寄進し、戦国時代には白井城主・長尾氏、江戸時代には前橋城主の崇敬を受けたという。
寛政元年（1789年）の火災で社殿を焼失し、同6年（1794年）に再建された。明治29年（1896年）6月に県社に列せられた。明治3年（1870年）に松平直方、明治34年（1901年）に北白川宮能久親王妃富子、成久王、輝久王、二荒芳之伯爵、大正13年（1924年）に山階宮菊麿王妃常子の参拝を受けている。
戦後は群馬県神社庁の管轄となっている。
北橘町箱田の木曾三柱神社（きそみはしらじんじゃ）は、安政年間（1855年 - 1860年）に当社から分祀されたものとされている。当時の神主・高梨宮之亮は養祖父・高梨八千穂と合わず、八千穂は箱田村の有力者・根井弥七郎行雄（明治維新後大区長となる）と懇意だったことから両者の争いは箱田村と下箱田村の間の争いに発展した。和解の場も持たれたが解決には至らず、箱田では古墳上に祀られていた愛宕神社を拝殿と称して独自に祭祀を始め、これが木曾三柱神社のはじまりとなった。

## 由緒
貞享元年（1684年）の『前橋風土記』には、寿永2年（1183年）に木曾義仲の家臣であった今井氏・郡氏・町田氏・小野沢氏・萩原氏・諸田氏・櫛淵氏らが、信濃国筑摩郡の岡田・沙田・阿礼神社を勧請したのが箱田神社であると記述されている。
宝暦3年（1753年）の『木曾大明神縁起』によれば、義仲の家臣今井土佐・その弟筑後・郡南学院らの夢に義仲の城で祭祀していた南宮大明神が3夜続けて現れ、上野国に向かうよう言ったので神体を7重の箱に入れて碓氷峠を越えて赤城山に至った。清水の湧く地で箱を下ろし一夜を明かしたところ、箱が持ち上がらなくなったことからその地に社を建立し義仲の家臣らは土着した。神体を尋ねる参詣者に「箱だ」と答えたことから神社を箱田明神、その地を箱田と称するようになったのだという。
このように勧請したのが筑摩郡の3社であるとか南宮神社であるとかの異同があるが、他にも背負ってきたのが義仲の首そのものであったという伝承もある。
これに類する伝承として、館林市の楠木神社にも楠木正成の首を背負ってきた遺臣らが、重くて運べなくなったことからその地に土着したとの伝承がある。

## 境内
鳥居をくぐると参道の階段を下りてまた上る構造となっている。社地北に湧水があり、湧玉に水神が祀られている。社叢林やセキショウ・ワカナシダ群落を中心とした2.41ヘクタールが、群馬県緑地環境保全地域に指定されている。
- 本殿 - 一間社流造銅板葺、棟札より寛政6年（1794年）の建築[2]。
- 幣殿
- 拝殿 - 三間社入母屋造平入、向拝一間唐破風付、銅板葺、19世紀中期の建築[2]。
- 稲荷神社
- 不動堂
- 境内の腰掛石は前述の伝承で箱を置いた場所、木曾遺臣の石像は箱を背負ってきた高梨某の像であるとされる[9]。
- 境内には稲荷大神の他に多くの石祠や石碑が祀られている（恵原山大神、御嶽山大神、武尊山大神、猿田彦太神。芭蕉句碑）。

### 境内社
- 鹿島神社
- 神明宮
- 菅原神社
- 八幡神社
- 住吉神社
- 愛宕神社
- 早虎稲荷神社
- 八坂神社
- 薬王神社
- 厳島神社
- 大山祇神社[4][11]

## 文化財
渋川市指定重要文化財
- 文書 - 天正19年（1591年）に伊勢神宮御師・三日市太夫次郎によって箱田の「たきの宮神主」に「伊勢守」の名乗りを許した文書。元来神主は南学院という修験が務めていたが、この時期に伊勢神道の影響下で神道家が務めるようになた[6]。昭和55年（1980年）10月1日指定[5]。